# Thomas Gradinger
Thomas Gradinger (Sankt Marienkirchen bei Schärding, Alta Austria, Austria; 11 de agosto de 1996) es un piloto de motociclismo austriaco que actualmente corre para el DK Motorsport en el Campeonato Mundial de Supersport.

## Trayectoria
Gradinger comenzó a competir en la ADAC Junior Cup en 2009. En 2013 se trasladó al Campeonato de España de Velocidad, corriendo en la clase Moto3, en la que compitió en hasta 2014. En 2015 se trasladó a la clase de Moto2, aún en el CEV, terminando en el lugar 24 en la clasificación final.
Luego se trasladó al campeonato nacional alemán donde, en 2017, se consagró campeón en la clase Supersport 600 con una Yamaha.  Además en 2017 hizo su debut en el Campeonato Mundial de Supersport, participando como comodín en el Gran Premio de Alemania con una Yamaha YZF-R6 del equipo MPB Racing. Finalizó la carrera en el noveno lugar, término la temporada en el trigésimo segundo lugar en la clasificación de pilotos.
En 2018 se convirtió en piloto titular en el campeonato mundial de supersport, conduciendo un Yamaha YZF-R6 del equipo NERDS Racing Team. Su compañero de equipo fue Jules Cluzel. Término la temporada en séptimo lugar con ochenta y seis puntos, habiendo conseguido tres cuartos lugares consecutivos en Francia, Argentina y Catar como mejores resultados.
En 2019 fichó por el Kallio Racing, haciendo equipo con el español Isaac Viñales y el belga Loris Creson, todos montando una Yamaha YZF-R6. En Aragón consiguió su primera pole en la categoría y una semana después en Assen consiguió su primer podio al términar tercero, convirtiéndose en el primer piloto austriaco en conseguir un podio en el Campeonato Mundial de Supersport.

## Resultados

### Campeonato Mundial de Supersport

#### Por temporada
| Temp. | Moto          | Equipo        | Carreras | Victorias | Podios | Poles | V.Rap. | Pts. | Pos  |
| ----- | ------------- | ------------- | -------- | --------- | ------ | ----- | ------ | ---- | ---- |
| 2017  | Yamaha YZF-R6 | MPB Racing    | 1        | 0         | 0      | 0     | 0      | 7    | 32.º |
| 2018  | Yamaha YZF-R6 | NRT           | 12       | 0         | 0      | 0     | 0      | 86   | 7.º  |
| 2019  | Yamaha YZF-R6 | Kallio Racing | 11       | 0         | 1      | 1     | 0      | 90   | 9.º  |
| 2021  | Yamaha YZF-R6 | DK Motorsport | 0        | 0         | 0      | 0     | 0      | -    | -º   |
| Total |               |               | 24       | 0         | 1      | 1     | 0      | 183  |      |

- * Temporada en curso.

#### Carreras por Año
(Carreras en negrita indica pole position, carreras en cursiva indica vuelta rápida)
| Año  | Moto   | 1      | 2       | 3      | 4     | 5       | 6     | 7     | 8       | 9     | 10    | 11    | 12     | Pos. | Pts. |
| ---- | ------ | ------ | ------- | ------ | ----- | ------- | ----- | ----- | ------- | ----- | ----- | ----- | ------ | ---- | ---- |
| 2017 | Yamaha | AUS    | THA     | SPA    | NED   | ITA     | GBR   | ITA   | GER 9   | POR   | FRA   | SPA   | QAT    | 32.º | 7    |
| 2018 | Yamaha | AUS 10 | THA 11  | SPA 23 | NED 9 | ITA 12  | GBR 8 | CZE 6 | MIS Ret | POR 9 | FRA 4 | ARG 4 | QAT 4  | 7.º  | 86   |
| 2019 | Yamaha | AUS 5  | THA Ret | SPA 4  | NED 3 | ITA Ret | SPA 4 | MIS 9 | GBR 6   | POR   | FRA 8 | ARG 8 | QAT 12 | 9.º  | 90   |

| Año  | Moto   | 1   | 1   | 2   | 2   | 3   | 3   | 4   | 4   | 5   | 5   | 6   | 6   | 7   | 7   | 8   | 8   | 9   | 9   | 10  | 10  | 11  | 11  | 12  | 12  | Pos. | Pts. |
| Año  | Moto   | R1  | R2  | R1  | R2  | R1  | R2  | R1  | R2  | R1  | R2  | R1  | R2  | R1  | R2  | R1  | R2  | R1  | R2  | R1  | R2  | R1  | R2  | R1  | R2  | Pos. | Pts. |
| ---- | ------ | --- | --- | --- | --- | --- | --- | --- | --- | --- | --- | --- | --- | --- | --- | --- | --- | --- | --- | --- | --- | --- | --- | --- | --- | ---- | ---- |
| 2021 | Yamaha | SPA | SPA | POR | POR | ITA | ITA | NED | NED | CZE | CZE | SPA | SPA | FRA | FRA | SPA | SPA | SPA | SPA | POR | POR | ARG | ARG | IDN | IDN | -º   | -    |

- * Temporada en curso.